# Baba Tonka
Baba Tonka (bułg. Баба Тонка) – wieś w Bułgarii, w obwodzie Tyrgowiszte, w gminie Popowo. W 2024 roku liczyła 115 mieszkańców.